# Burlada
Burlada (baskijski: Burlata) – gmina w Hiszpanii, w Nawarze, o powierzchni 2,12 km². W 2011 roku gmina liczyła 18 162 mieszkańców.